# Saint Andrews-universitetet

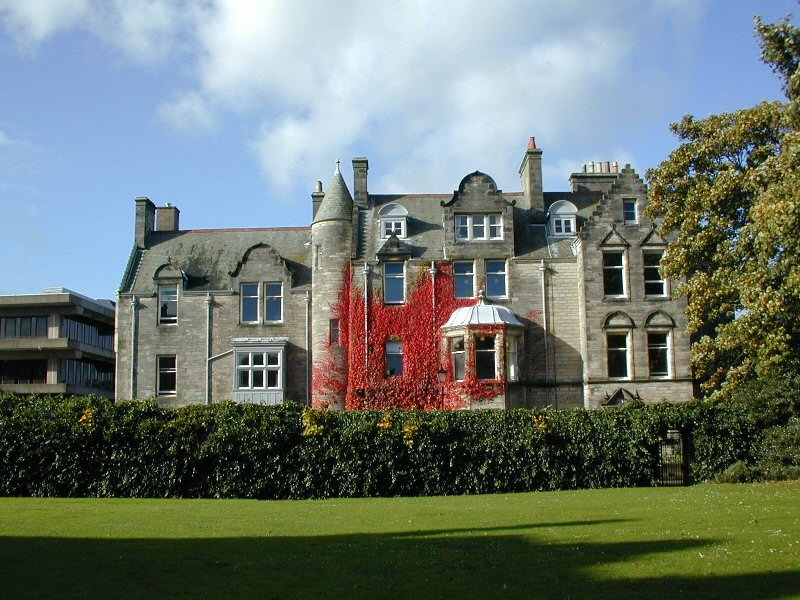
St. Andrews-universitetet.

St. Andrews-universitetet (engelska: Saint Andrews University) är ett universitet i St Andrews i Skottland som har anor från 1410-1411 och universitetsstatus sedan 1413. Universitetet är det äldsta i Skottland och det tredje äldsta i Storbritannien.

## Kända alumner
Många kända personer har studerat vid Saint Andrews-universitetet. Bland annat har Prins William studerat konst där. 